# Halcyon cyanoventris
El alción de Java (Halcyon cyanoventris) es una especie de ave coraciforme de la familia Halcyonidae endémica de Indonesia.

## Distribución
Se encuentra únicamente en las selvas y manglares de las islas de Java, Bali y Nusa Penida.